# Granville (Dakota del Norte)
Granville es una ciudad ubicada en el condado de McHenry, Dakota del Norte, Estados Unidos. Según el censo de 2020, tiene una población de 240 habitantes.

## Geografía
La localidad está ubicada en las coordenadas 48°16′00″N 100°50′41″O / 48.26667, -100.84472. Según la Oficina del Censo de los Estados Unidos, Granville tiene una superficie total de 0.83 km², de la cual 0.82 km² corresponden a tierra firme y 0.01 km² son agua.

## Demografía
Según el censo de 2020, hay 240 personas residiendo en Granville. La densidad de población es de 292.68 hab./km². El 92.50% de los habitantes son blancos, el 1.25% son amerindios, el 1.25% son de otras razas y el 5.00% son de una mezcla de razas. Del total de la población, el 4.58% son hispanos o latinos de cualquier raza.